# Shall We Dance (1937)
Shall We Dance een Amerikaanse komische dansfilm uit 1937, met in de hoofdrollen Fred Astaire en Ginger Rogers. Het is de zevende van in totaal 10 soortgelijke films van dit duo. De regie was in handen van Mark Sandrich.
Het idee voor de film was een gevolg van RKO's wens om de succesformule van de Broadwaymusical On Your Toes, bedacht door Richard Rodgers en Lorenz Hart, te evenaren. Pan Berman slaagde erin om George en Ira Gershwin te strikken voor het verzorgen van de muziek. Daarmee was dit hun eerste Hollywoodmusical.

## Verhaal
Peter Peters, een Amerikaanse balletdanser, treedt onder de artiestennaam Petrov op bij een balletgezelschap in Parijs. Hij probeert een nieuw soort dans te introduceren waarbij klassiek ballet wordt gecombineerd met moderne jazzdansen. 
Peters wordt verliefd op de tapdanseres Linda Keene, maar zij is minder gecharmeerd van hem. Wanneer hij haar op de boot naar New York weer ontmoet, wordt er buiten hun weten om een publiciteitsstunt gelanceerd waarin vermeld wordt dat de twee getrouwd zouden zijn. Peters en Keene kunnen dit gerucht niet ontkennen en besluiten daadwerkelijk te trouwen. Het plan is dat ze kort na het huwelijk weer zullen scheiden, maar al snel ontdekken ze de voordelen van een huwelijk.

## Rolverdeling
| Acteur                | Personage              |
| --------------------- | ---------------------- |
| Fred Astaire          | Peter "Petrov" Peters  |
| Ginger Rogers         | Linda Keene            |
| Edward Everett Horton | Jeffrey Baird          |
| Eric Blore            | Cecil Flintridge       |
| Jerome Cowan          | Arthur Miller          |
| Ketti Gallian         | Lady Denise Tarrington |
| William Brisbane      | Jim Montgomery         |
| Harriet Hoctor        | zichzelf               |

## Achtergrond
Astaire kende de Gershwins reeds van hun samenwerking met zijn zus Adele Astaire en de musicals Lady, Be Good! (1924) en Funny Face (1927).
George Gershwin – die ten tijde van de productie reeds bekendheid genoot vanwege zijn combinaties van jazz met klassieke muziek – schreef voor scènes van het script een andere stijl van dansmuziek. Hij componeerde tevens een muziekstuk speciaal voor ballerina Harriet Hoctor. Ira Gershwin was minder enthousiast over dit idee daar geen van de liedteksten refereerde aan het combineren van muziekstijlen. Ook Astaire was niet erg enthousiast over het concept. In de film ontbrak bovendien een duet voor Astaire en Rogers, iets wat in hun andere films altijd een vast kenmerk was.
De oorspronkelijke titel was Watch Your Step die vervolgens midden oktober 1936 werd veranderd in Stepping Toes maar op advies van Vincente Minnelli begin 1937 tijdens de opnames uiteindelijk veranderd werd in Shall We Dance.
Er werden slechts twee liedjes geschrapt: Hi-Ho en Wake Up, Brother, and Dance. Hi-Ho was bedoeld voor de openingsscène bij een Parijse kiosk waar Fred Astaire voor de eerste keer Ginger Rogers ziet en meteen verliefd wordt, en Wake Up, Brother, and Dance was bedoeld voor de slotscène. De openingsscène bij de kiosk – inclusief het lied Hi-Ho – werd in zijn geheel geschrapt en voor Wake Up, Brother, and Dance kwam Shall We Dance.
Walking the Dog werd als solostuk voor piano, orkest en andere instrumentale combinaties omgedoopt tot Promenade.
Hermes Pan werkte samen met Astaire aan de choreografie. Harry Losee hielp mee met de grote balletscène aan het eind van de film. Gershwin componeerde voor deze scène een muziekstuk gebaseerd op 19e-eeuwse dansmuziek met jazzinvloeden. Gershwin had tijdens de productie echter al last van de hersentumor die hem korte tijd later fataal zou worden, waardoor hij hulp moest vragen aan Nathaniel Shilkret en Robert Russell Bennett.

## Prijzen en nominaties
- In 1937 werd Shall We Dance op het Filmfestival van Venetië genomineerd voor de Mussolini Cup.
- They Can't Take That Away from Me werd genomineerd voor de Academy Award voor beste originele nummer.
- In 2005 werd de film genomineerd voor de Satellite Award voor beste klassieke dvd.

## Muziek
Alle muziek werd geschreven door George op teksten van Ira Gershwin. Liedjes als Let's Call the Whole Thing Off en They Can't Take That Away from Me werden echte jazzstandards.
- Overture
- French Ballet Class
- Rehearsal Fragments:
- Rumba Sequence:
- (I've Got) Beginner's Luck
- Waltz of the Red Balloons
- Slap That Bass
- Dance of the Waves
- Walking the Dog
- Graceful and Elegant
- They All Laughed
- Let's Call the Whole Thing Off
- They Can't Take That Away from Me
- Hoctor's Ballet
- Shall We Dance